# 범어사 목조석가여래삼존좌상
부산 범어사 목조석가여래삼존좌상(釜山 梵魚寺 木造釋迦如來三尊坐像)은 부산광역시 금정구 범어사에 있는 조선시대의 불상이다. 2007년 9월 18일 대한민국의 보물 제1526호로 지정되었다.

## 개요
이 삼존좌상은 범어사 대웅전의 주불로서 개금시(改金時) 복장에서 발견된 불상기문(佛像記文)과 불상기인발원축(佛像記因發願祝)을 통하여 석가불과 미륵보살, 제화갈라보살의 수기삼존불로 조성되었음을 알 수 있다. 아울러 순치 18년(조선 현종 2년, 1661년)이라는 정확한 조성연대와 수두(首頭) 희장(熙莊)을 비롯한 보해(寶海), 경신(敬信), 쌍묵(雙黙), 뇌영(雷影), 신학(信學), 청언(淸彦) 등이 조각한 것임을 확인할 수 있다.
수조각승 희장은 1639년 하동 쌍계사 대웅전 목조삼세불좌상 및 사보살입상(보물 제1378호)을 조각한 청헌(淸憲)과 같이 활약하였고, 1646년에는 천은사 수도암 목조아미타삼존불을 조각한 승일(勝一)과도 함께 작업을 하였다. 1950년대는 선종대선사(禪宗大禪師)라는 칭호를 받으며 청도 대운암 불상(1654년)을 제작하였다. 이외에도 전라도와 경상도 지역에서 그의 작품이 확인되는데, 범어사 대웅전 불상은 그가 완숙기에 조성한 작품으로 추정된다. 현전하는 자료를 통해 그는 전라도와 경상도 일대에서 크게 활약한 17세기 중·후반기의 대표적인 조각승이었음을 알 수 있다.
이 삼존불은 비례가 적당하여 당당하고 균형 잡힌 형태를 보이며, 상호(相好)는 풍만한 양감 속에 부드러운 미소가 어우러져 자비롭고 단정 우아한 모습을 잘 보여준다. 법의 주름은 직선의 선묘로 간략히 처리하여 여백을 많이 남겼지만, 전체적으로 힘이 있으면서도 잘 정돈되어 있다. 무릎 아래에는 넓은 띠 모양의 주름이 좌우대칭으로 펼쳐져 부채꼴 모양을 이루고 있다. 이러한 양식적 특징은 희장 유파의 조각적 특징으로 자리 잡고 있다.
범어사 대웅전 목조석가여래삼존좌상은 불상기문을 통하여 정확한 존상명칭은 물론, 조성시기와 조각가 그룹을 알 수 있는 불상으로서는 매우 완성도 높은 우수한 작품이다.

## 같이 보기
- 범어사

## 참고 자료
- 범어사 목조석가여래삼존좌상 - 국가유산청 국가유산포털